# 伊藤赳夫
伊藤 赳夫（いとう たけお、1915年（大正4年）1月5日 - ) は、日本のフィールドホッケー選手。

## 経歴・人物
1936年ベルリンオリンピックに出場し、日本のフィールドホッケーチームのフォワードとして3つの試合すべてをプレイした。 